# Silvio Spann
Silvio Reinaldo Spann (Couva, 21 agosto 1981) è un calciatore trinidadiano, centrocampista del W Connection e nella Nazionale di calcio di Trinidad e Tobago.

## Palmarès

### Club

#### Competizioni nazionali
- Campionato trinidadiano: 1

W Connection: 2001
- Coppa di Lega di Trinidad e Tobago: 1

W Connection: 2004

#### Competizioni internazionali
- Campionato per club CFU: 1

W Connection: 2001